# Cifrul bifid
În criptografia clasică, cifrul bifid este un cifru ce combină pătratul lui Polybius cu  cifrul transpoziției și folosește fracționarea. A fost inventat în jurul anului 1901 de către Felix Delastelle.

## Operații
Pentru început, alfabetul este  scris amestecat într-un pătrat al lui Polybius:
```
  1 2 3 4 5
1 B G W K Z
2 Q P N D S
3 I O A X E
4 F C L U M
5 T H Y V R
```

Mesajul este convertit în coordonatele carteziene obișnuite, scrise unele sub altele:
```
A N A A R E M E R E
3 2 3 3 5 3 4 3 5 3
3 3 3 3 5 5 5 5 5 5

```

Sunt apoi citite pe linii:
```
3 2 3 3 5 3 4 3 5 3 3 3 3 3 5 5 5 5 5 5
```

Apoi sunt împărțite în perechi, iar acestea transformate înapoi în litere folosind pătratul:
```
32 33 53 43 53 33 33 55 55 55 
O  A  Y  L  Y  A  A  R  R  R => OAYLYAARRR
```

În acest fel, fiecare caracter al textului cifrat depinde de toate celelalte caractere, deci acesta e un cifru digrafic, la fel ca și cifrul Playfair. Pentru decriptare, se folosește metoda inversă. 
Mesajele mai lungi sunt rupte întâi în blocuri de lungime fixă, numite perioade. Fiecare bloc este apoi codat separat. Perioadele impare sunt ceva mai sigure decât cele pare.